# (4907) Zoser
(4907) Zoser ist ein Asteroid des Hauptgürtels, der am 17. Oktober 1960 vom Forscherteam Cornelis Johannes van Houten und Tom Gehrels im Rahmen des Palomar-Leiden-Surveys entdeckt wurde. 
Der Asteroid wurde nach dem ägyptischen Pharao der 3. Dynastie Djoser (in älterer Schreibweise auch Zoser) benannt.